# Rhorus bartelti
Rhorus bartelti är en stekelart som beskrevs av Luhman 1981. Rhorus bartelti ingår i släktet Rhorus och familjen brokparasitsteklar. Inga underarter finns listade i Catalogue of Life.